# Gaspare Sensi
Gaspare Sensi, dit aussi Gaspare Sensi y Baldachi, né à Pérouse en 1794 et mort le 30 janvier 1880 à Madrid, est un peintre et lithographe italien du XIXe siècle.

## Biographie
Élève de Tommaso Minardi, le chef de file du courant du Purisme, Gaspare Sensi grava des lithographies d'après les peintures des collections du roi d'Espagne Ferdinand VII.
Après avoir terminé sa formation à l'Académie des Beaux-Arts de Pérouse puis à l'Accademia di San Luca de Rome, il se rendit en 1825 à Madrid pour participer, en qualité de lithographe, à l'édition du premier catalogue du Musée du Prado, qui, dans ces années-là, venait d'ouvrir, par la volonté du roi Ferdinand VII. À l'intérieur du catalogue ont été recueillies quelques lithographies de Gaspare Sensi, représentant les principales pièces de la collection royale.
En 1839, il publia, en collaboration avec l'historien et archéologue français Achille Jubinal, le catalogue d'une autre collection importante de la maison royale espagnole, celle de l'armurerie royale.

## Galerie

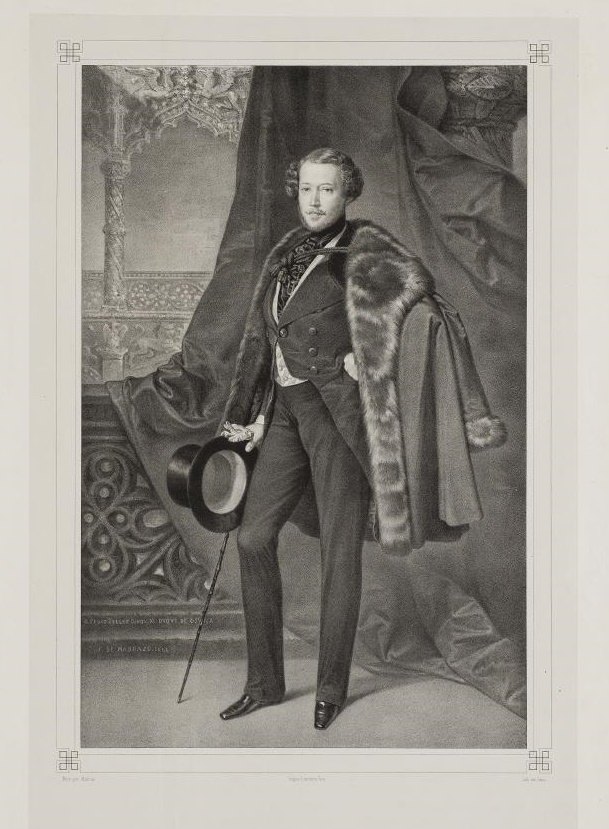
Pedro Téllez Girón, XI duque de Osuna, d'après Federico de Madrazo, litografía (1845).
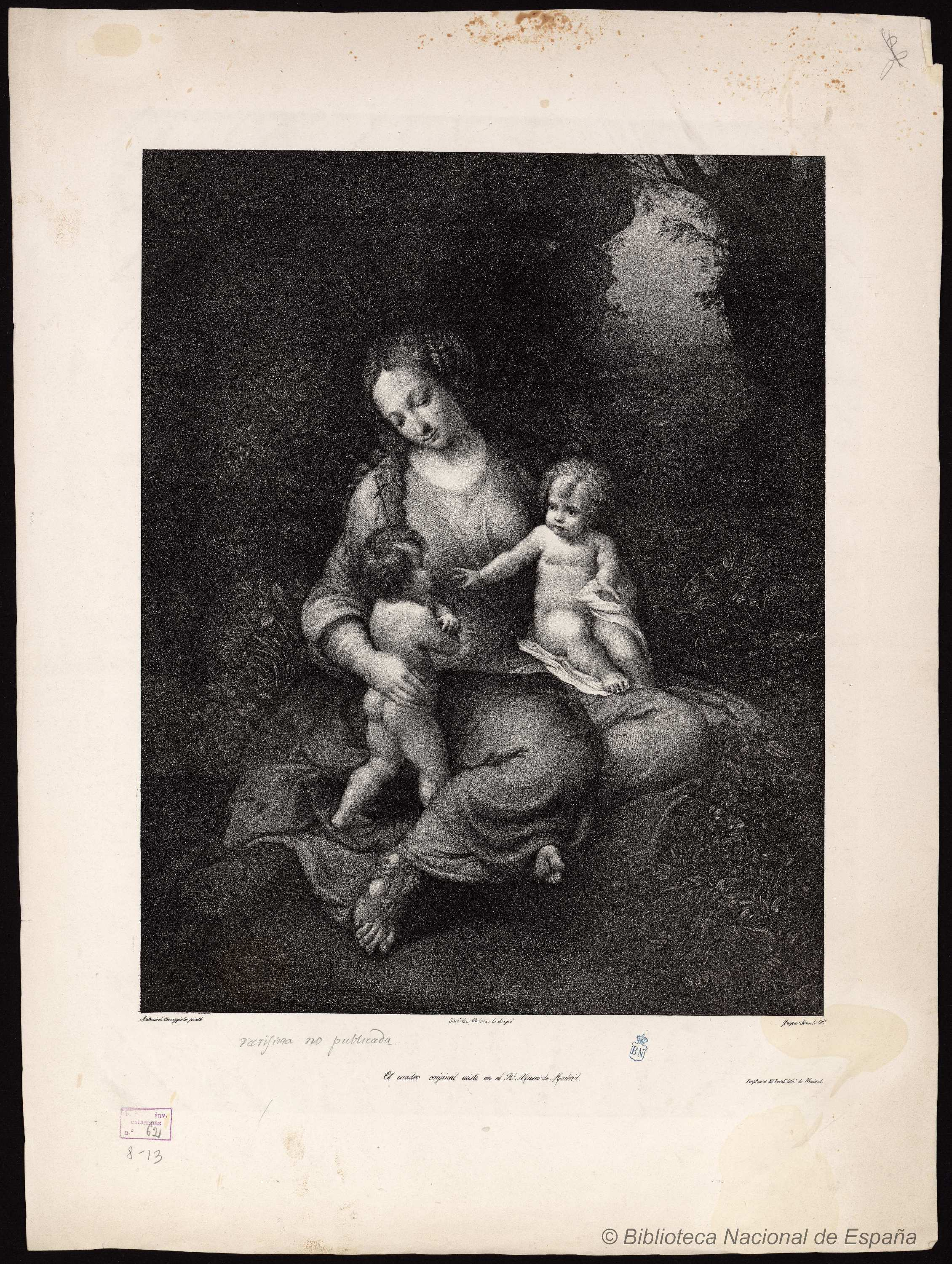
Virgen con el Niño y san Juan, d'après José de Madrazo, d'après Le Corrège, lithographie (vers 1825).
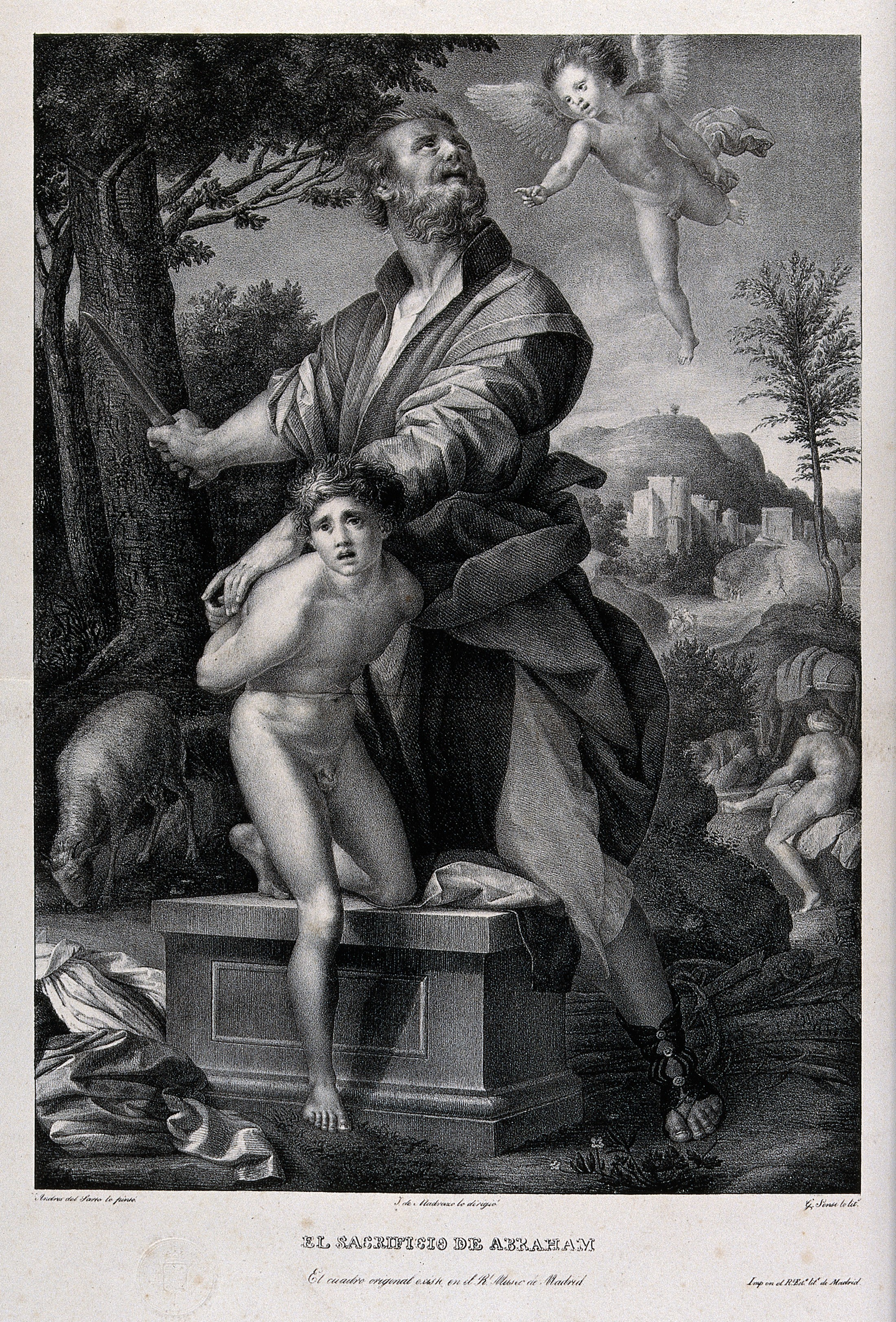
Un jeune ange apparaît alors qu'Abraham se prépare à sacrifier son fils, d'après Andrea del Sarto, lithographie (n. d.).

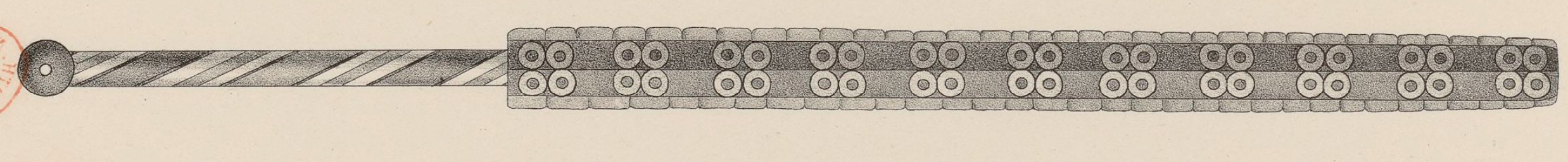
Macuahuitl du catalogue de l'Armurerie royale espagnole (es), seul document sur la dernière arme aztèque connue (1850), illustration publiée dans : Achille Jubinal, La Armeria real, ou collection des principales pièces de la Galerie d'armes anciennes de Madrid, 1850, vol 2, p. 9.